# Nesticus inconcinnus
Nesticus inconcinnus är en spindelart som beskrevs av Simon 1907. Nesticus inconcinnus ingår i släktet Nesticus och familjen grottspindlar.
Artens utbredningsområde är São Tomé. Inga underarter finns listade i Catalogue of Life.